# Elysia bengalensis
Elysia bengalensis is een slakkensoort uit de familie van de Plakobranchidae. De wetenschappelijke naam van de soort is voor het eerst geldig gepubliceerd in 2011 door Swennen.